# Aja Evans (Schauspielerin)
Aja Wynoka Evans (* 3. August 1978) ist eine US-amerikanische Schauspielerin.

## Leben
Evans wurde am 3. August 1978 geboren. Seit dem 8. Mai 2013 ist sie mit dem Filmschaffenden Jay Longino verheiratet. Die beiden sind Eltern eines Kindes.
Sie debütierte 2005 in einer Episode der Fernsehserie Las Vegas. Im selben Jahr spielte sie im Film Dante’s Arizona und in einer Episode der Fernsehserie Two and a Half Men mit. Dieselbe Rolle spielte sie noch einmal 2010. Nach Episodenrollen in den Fernsehserien Boston Legal, Nip/Tuck – Schönheit hat ihren Preis, It’s Always Sunny in Philadelphia oder auch Life spielte sie 2009 im Fernsehfilm Star Runners die größere Rolle der Jenessa. Eine Nebenrolle hatte sie im Blockbuster The Dark Knight Rises inne. 2013 spielte sie in zwei Episoden der Fernsehserie Justified die Rolle der Sharon Edmunds. 2014 stellte sie im Horrorfilm Flug 7500 – Sie sind nicht allein die Rolle der Lyn Hafey dar. 2020 verkörperte sie die Rolle der Gia in der Fernsehserie Sneakerheads.

## Filmografie (Auswahl)

### Schauspiel
- 2005: Las Vegas (Fernsehserie, Episode 2x12)
- 2005: Dante’s Arizona
- 2005; 2010: Two and a Half Men (Fernsehserie, 2 Episoden)
- 2006: Boston Legal (Fernsehserie, Episode 2x21)
- 2006: Frat Bros. (Kurzfilm)
- 2006: Nip/Tuck – Schönheit hat ihren Preis (Nip/Tuck, Fernsehserie, Episode 4x01)
- 2006: Kitchen Confidential (Fernsehserie, Episode 1x08)
- 2007: Good Time Max
- 2007: It’s Always Sunny in Philadelphia (Fernsehserie, Episode 3x15)
- 2007: Marlowe (Fernsehfilm)
- 2008: Life (Fernsehserie, Episode 2x09)
- 2008: Turbo Dates (Fernsehserie, Episode 2x05)
- 2009: Star Runners (Fernsehfilm)
- 2010: Held Up (Fernsehfilm)
- 2011: Servitude (Fernsehserie, Episode 1x04)
- 2011: Memphis Beat (Fernsehserie, Episode 2x09)
- 2011: The Samantha Journey (Kurzfilm)
- 2012: Eden (Kurzfilm)
- 2012: The Dark Knight Rises
- 2013: Justified (Fernsehserie, 2 Episoden)
- 2013: The Caterpillar’s Kimono
- 2014: Navy CIS (NCIS, Fernsehserie, Episode 11x16)
- 2014: Flug 7500 – Sie sind nicht allein (Flight 7500)
- 2015: CSI: Cyber (Fernsehserie, Episode 1x08)
- 2020: Sneakerheads (Fernsehserie, 3 Episoden)

### Synchronisationen
- 2009: Logorama (Zeichentrickfilm)